# Jack Sock
Jack Sock (født 24. september 1992) er en professionel tennisspiller, der i øjeblikket er en af de højest rangerede amerikanerne i både single og double på ATP Tour. Han er tidligere junior US Open mester, Sock har haft succes i singler succes og blandt optrådt i 4 ATP finaler, herunder en titel.
Han vandt olympisk bronze i mændenes double i forbindelse med de olympiske tennisturneringer i 2016 i Rio de Janeiro.Han vandt også olympisk guld i mixed double ved samme mesterskab.